# Gao Qiuqiu
Gao Qiuqiu (9 de agosto de 1992) es una deportista china que compitió en remo. Ganó una medalla de bronce en el Campeonato Mundial de Remo de 2014, en la prueba de ocho con timonel.

## Palmarés internacional
| Campeonato Mundial | Campeonato Mundial       | Campeonato Mundial | Campeonato Mundial |
| Año                | Lugar                    | Medalla            | Prueba             |
| ------------------ | ------------------------ | ------------------ | ------------------ |
| 2014               | Ámsterdam (Países Bajos) | Medalla de bronce  | Ocho con timonel   |